# ポーラ・ザーン
ポーラ・ザーン（Paula Zahn、1956年2月24日 - ）は、アメリカ合衆国のニュースキャスター、テレビジャーナリスト。ABC、CBS、FOXニュース、CNNの報道番組でキャスターを務めた。

## 来歴

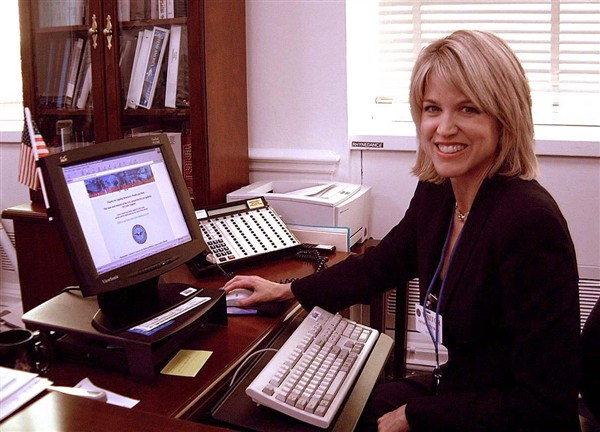
2002年

地方放送局勤務を経て、1987年にABCの健康・医療情報番組『ザ・ヘルス・ショー』で司会を務める。
1990年、CBSニュースに移籍し、ハリー・スミスと共に『CBSディス・モーニング』のアンカーを務める。1996年に番組を降板した後は、『CBSイブニングニュース』土曜版アンカー、平日版代理アンカーを担当した。
1999年、FOXニュースに移籍し、『FOXレポート』アンカーやプライムタイムの冠番組『ザ・エッヂ・ウィズ・ポーラ・ザーン』司会を務めた。
2001年9月11日、CNNに移籍する。この日はアメリカ同時多発テロ事件が発生した日で、同時多発テロの現場レポートがザーンの「CNNデビュー」となった。翌日の9月12日からは、予定通り『アメリカン・モーニング』でアンカーを務める。その後、ニュース・マガジン番組『ポーラ・ザーン・ナウ』の司会を務めた。
2007年8月2日にCNNを離れ、現在はニューヨーク州エリアの公共テレビ放送局WNETのアンカーとして活動している。2009年10月18日にはディスカバリーチャンネルでドキュメンタリー番組『オン・ザ・ケース・ウィズ・ポーラ・ザーン』を開始した。